# آبوم
آبوم أو بلاد آبوم، هي مملكة أمورية قديمة تقع في وادي الخابور العلوي، شمال شرق سوريا الحديثة. شاركت في العراك السياسي والعسكري الذي ساد في النصف الأول من القرن الثامن عشر قبل الميلاد وأدى إلى تأسيس الإمبراطورية البابلية . ثم دمجت بلاد آبوم لاحقًا في بابل نخو عام 1728 قبل الميلاد واختفت من السجلات.

## التاريخ
غالبية سكان المملكة كانوا من الأموريين. في الأصل، كانت آبوم مدينة صغيرة ربما تقع بالقرب من القامشلي الحديثة. يرد ذكر المملكة لأول مرة في أرشيفات ماري (حوالي 1774 قبل الميلاد). وفي وقت ذكرها، كان آبوم يسيطر بالفعل على العاصمة الآشورية القديمة شبت انليل التي أصبحت عاصمة آبوم. في عام 1771 قبل الميلاد، تلقت آبوم تحذيرا من ملك ماري ماري زيمري -ليم يخبر به عن هجوم إشنونا الوشيك، ومع ذلك، لم يتمكن الآبوميون من المقاومة واحتلت عاصمتهم القوة المهاجمة.
بعد رحيل قوات أشنونا الرئيسية، أصبح ملك آبوم زوزو تابعًا لأشنونا وعُهد إليه قيادة حامية إشنونا في المنطقة. بعد فترة وجيزة، تعرضت آبوم لهجوم من قبل مملكة قطارا (تل الرماح) المجاورة التي احتلت العاصمة،  ولكن تم طردهم من قبل قوات الاشنونية  بعد ذلك، تم اجتياح آبوم من قبل عيلام إذ غزها قائد عسكري اسمه كونلما Kunnam ، الذي تقاسم السلطة مع خايا ابوم ملك آبوم، الذي كان تابعا لماري. غادر العيلاميون في عام 1765 قبل الميلاد،  وغزت مملكة أندريج Andarig عاصمة أبوم . ومع ذلك، فمن المؤكد أنه بحلول عام 1750 قبل الميلاد، كانت السلالة الحاكمة في آبوم لها سيطرة قوية على عاصمتها،  بعد تحالف مع مملكة كردا Kurda الذي طرد على أثره الأنداريجيين. يختفي ذكر آبوم بعد غزو الملك البابلي سمسو إيلونا عام 1728 قبل الميلاد.

### الحكام
| ملك                    | ملك                   | تعليقات                                                          |
| ---------------------- | --------------------- | ---------------------------------------------------------------- |
| توروم نتكي Turum-Natki |                       |                                                                  |
| زوزو Zuzu              | نحو. 1770 قبل الميلاد | نجل توروم نتكي، طرد من قبل تمرد بعد سنة من الحكم.                |
| خايا ابوم Haya-Abum    |                       | شقيق زوزو، قتل في نهاية المطاف من قبل العيلامية.                 |
| موتيا Mutiya           | -1750 قبل الميلاد     | نجل خالون بيمو Halum-Piyumu ، الذي لا يزال نشاطه غير معروف.      |
| تيل ابنو Till-Abnu     |                       | نجل داري إيبوخ Dari-Epuh الذي يوصف بأنه ملك وربما حكم قبل موتيا. |
| يكون اشار Yakun-Asar   | -1728 قبل الميلاد     | شقيق تيل أبنو.                                                   |

### اقتباسات
1. ↑  Seyyare Eichler (1985). Tall al-Ḥamīdīya: Symposion : recent excavations in the Upper Khabur region, Berne, December 9-11, 1986. Vorbericht 1985-1987. ص. 83. مؤرشف من الأصل في 2020-01-02.
2. ↑  K. R. Veenhof,Jesper Eidem (2008). Mesopotamia : Annäherungen. ص. 271. مؤرشف من الأصل في 2020-01-02.
3. 1 2  Trevor Bryce (2009). The Routledge Handbook of the Peoples and Places of Ancient Western Asia: The Near East from the Early Bronze Age to the fall of the Persian Empire. ص. 53. مؤرشف من الأصل في 2017-10-10.
4. 1 2  Trevor Bryce (2009). The Routledge Handbook of the Peoples and Places of Ancient Western Asia: The Near East from the Early Bronze Age to the fall of the Persian Empire. ص. 414. مؤرشف من الأصل في 2017-10-10.
5. ↑  Trevor Bryce (2009). The Routledge Handbook of the Peoples and Places of Ancient Western Asia: The Near East from the Early Bronze Age to the fall of the Persian Empire. ص. 580. مؤرشف من الأصل في 2017-10-10.
6. ↑  Trevor Bryce (2009). The Routledge Handbook of the Peoples and Places of Ancient Western Asia: The Near East from the Early Bronze Age to the fall of the Persian Empire. ص. 45. مؤرشف من الأصل في 2017-10-10.
7. ↑  Lauren Ristvet (2014). Ritual, Performance, and Politics in the Ancient Near East. ص. 224. مؤرشف من الأصل في 2017-10-18.
8. ↑  Trevor Bryce (2009). The Routledge Handbook of the Peoples and Places of Ancient Western Asia: The Near East from the Early Bronze Age to the fall of the Persian Empire. ص. 45. مؤرشف من الأصل في 2017-10-10.
9. ↑  K. R. Veenhof,Jesper Eidem (2008). Mesopotamia : Annäherungen. ص. 272. مؤرشف من الأصل في 2020-01-02.
10. ↑  K. R. Veenhof,Jesper Eidem (2008). Mesopotamia : Annäherungen. ص. 274. مؤرشف من الأصل في 2020-01-02.
11. ↑  K. R. Veenhof,Jesper Eidem (2008). Mesopotamia : Annäherungen. ص. 275. مؤرشف من الأصل في 2020-01-02.